# 63463 Calamandrei
63463 Calamandrei este o planetă minoră (asteroid) din centura de asteroizi. A fost descoperită pe 20 iulie 2001 la osservatorio astronomico della Montagna Pistoiese⁠(d) de . 
Obiectul prezintă o orbită caracterizată de o semiaxă mare de 2,4125938911539 UAi, o excentricitate de 0,1239920645916, o înclinație de 5,1089481550905 ° în raport cu ecliptica.